# سامية محرز
سامية محرز أستاذة الأدب المعاصر وناقدة وباحثة أدبية مصرية، وُلدت في 1 يناير 1955، وتشغل منصب رئيسة مركز دراسات الترجمة في الجامعة الأمريكية بالقاهرة. كان لسامية محرز دوراً كبيراً في نشر العديد من المقالات حول الترجمة والادب العربي المعاصر ودراسات ما بعد الأستعمار ومختلف المواضيع الثقافية. كما حصلت على العديد من الجوائز التقديرية ولها العديد من المنشورات والمقالات. حصلت على ليسانس الآداب في اللغة الإنجليزية والمقارن والدراما من الجامعة الأمريكية بالقاهرة عام 1977؛ والماجستير في الأدب المقارن من نفس الجامعة عام 1979؛ والدكتوراه من جامعة كاليفورنيا لوس أنجلوس عام 1985. وشغلت العديد من المناصب حيث كانت رئيسة مؤسسة مركز دراسات الترجمة بالجامعة الأمريكية بالقاهرة وأستاذة الأدب العربي بقسم الحضارات العربية والإسلامية بالجامعة الأمريكية بالقاهرة أيضا، شغلت منصب أستاذ مساعد في اللغة والأدب العربي بجامعة كورنيل بالولايات المتحدة 1984-1990 وهي تُدْرس حالياً الأدب العربي الحديث بالأضافة إلى محاضرات في دراسات الترجمة ونظرياتها في قسم الحضارات الاسلامية والعربية بالجامعة الأميركية بالقاهرة؟. تجيد سامية محرز تحدث 5 لغات وهي العربية، والإنجليزية، والفرنسية، والإيطالية والأسبانية. اشتركت في العديد من المؤتمرات وورش العمل الدولية، منها: المنتدى الأول للترجمة والنشاط بجامعة غرناطة بإسبانيا، ومؤتمر الأداء القبل الحديث في دول شرق البحر المتوسط في إسطنبول، وورشة عمل الأمة والترجمة في الأكاديمية الأوروبية ببرلين.

## إختصاصات سامية محرز في الادب
- سامية محرز هي متخصصة في الأدب الإنجليزي المقارن، الدراما: مسرح وتمثيل والأدب العربي الحديث.

## الدرجة العلمية.
- حصلت على الدكتوارة في الأدب المقارن من جامعة كاليفورنيا بلوس أنجيليس بالولايات المتحدة الاميركية 1985.
- حصلت على ماجستير الأدب الإنجليزي والمقارن من الجامعة الأمريكية بالقاهرة، 1979.
- ليسانس أدب إنجليزي ومقارن ودراما من الجامعة الأمريكية بالقاهرة، 1977

## مؤلفاتها.
1. «الكتّاب المصريّون بين التاريخ والخيال القصصي: مقالات حول نجيب محفوظ وصنع الله إبراهيم وجمال الغيطاني» (منشورات الجامعة الأميركية في القاهرة، 1994 و2005).[13]
2. «حروب الثقافة في مصر بين السياسة والممارسة» (منشورات روتلدج، 2008؛ ومنشورات الجامعة الأميركية في القاهرة، 2010).[13]
3. «أطلس القاهرة الأدبي: مائة عام في شوارع القاهرة» (2010) [13]
4. «حياة القاهرة الأدبية: مائة عام في قلب المدينة» (2011)[13]

## الجوائز التقديرية التي نالتها.
- أختيرت ضمن موسوعة Who's Who لعام 2000.[14]
- مرشحة Genevieve McMillan-Reba Stewart Chair، معهد ماساتشوست للتكنولوجياـ الولايات المتحدة الأمريكية، 1996.[15]
- حصلت على جائزة إيديث كريجر للأستاذ الزائر المتميز، جامعة نورث ويسترن، 1992.[15]
- أصبحت زميلة مركز البحث الاجتماعي، الجامعة الأمريكية بالقاهرة، 1999.[15]
- زميلة مجتمع الآداب، جامعة كورنيل، الولايات المتحدة الاميركية، 1987.[15]
- رُشحت لجائزه امرأه العام من جامعة كاليفورنيا، بيركيلي، 1982.[15]

## ورش العمل الدولية والمؤتمرات.
1. المنتدى الأول للترجمة والنشاط، جامعة غرناطة بإسبانيا.
2. مؤتمر الأداء القبل الحديث في دول شرق البحر المتوسط في إسطانبول.
3. ورشة عمل الأمة والترجمة في الأكاديمية الأوروبية ببرلين.

## من منشورات سامية محرز.
- “No more Chit Chat on the Nile,” Ahram Weekly, December 13-19, 2001. (English)[16]
- “The Day the Leader was Killed by Naguib Mahfouz,” trans., Ibrahim Fathi, Akhbar al-Adab, October 22, 1994. (Arabic)[17]
- “ De L'Or de Paris aux Mille et un ecrivains du Caire,” introduction; “Gamal Ghitani,” “Salwa Bakr,” bio-bibliographies, Belles Etrangères: Egypte (Ministère de la Culture: Paris, 1994). (French) [18]
- «دراسات التابع: تفكيك التأريخ» ترجمة وتقديم من سبيفاك في مجلة ألف عدد 18، 1998 - ص 122- 156 [19]
- “Under Egyptian Eyes,” introduction to the catalog for the collective exhibit Occidentalism, curated by Karim Francis, Cairo, May 2007.[18]
- “What I did not Tell Edward: Homage to Edward Said,” in Al-Adab, November, 2003.[18]
- “Three Papers for Latifa al-Zayyat,” Akbar al-Adab, 1997. (Arabic)[18]
- “The Document of Incrimination: A Reading of the Al-Khubz al-Hafi Crisis,” in Al-Adab, November, 2002. (Arabic) [18]